# Inspiration (álbum de Tammy Wynette)
Inspiration é o quinto álbum de estúdio da cantora e compositora country estadunidense Tammy Wynette. Foi lançado em 31 de março de 1969 pela Epic Records. É o primeiro e único álbum gospel lançado pela cantora, frequentemente citado como o seu favorito. A coleção de canções religiosas neste disco refletem a cultura em que Wynette foi criada.

## Performance comercial
O álbum atingiu a 19ª posição na parada da Billboard de álbuns country. 

## Lista de faixas
| Lado A |                                           |                                                     |         |  |
| N.º    | Título                                    | Compositor(es)                                      | Duração |  |
| 1.     | "You'll Never Walk Alone"                 | Richard Rodgers, Oscar Hammerstein II               | 2:42    |  |
| 2.     | "Count Your Blessings (Instead of Sheep)" | Irving Berlin                                       | 2:35    |  |
| 3.     | "Just a Closer Walk with Thee"            | Tradicional                                         | 3:15    |  |
| 4.     | "I Believe"                               | Ervin Drake, Irvin Graham, Jimmy Shirl, Al Stillman | 2:12    |  |
| 5.     | "Battle Hymn of the Republic"             | Julia Ward Howe, William Steffe                     | 2:49    |  |

| Críticas profissionais | Críticas profissionais |
| Avaliações da crítica  | Avaliações da crítica  |
| Fonte                  | Avaliação              |
| ---------------------- | ---------------------- |
| Allmusic               | [ 3 ]                  |

| Lado B |                                         |                               |         |  |
| N.º    | Título                                  | Compositor(es)                | Duração |  |
| 1.     | "How Great Thou Art"                    | Stuart K. Hine                | 3:35    |  |
| 2.     | "He's Got the Whole World in His Hands" | Tradicional                   | 2:35    |  |
| 3.     | "It Is No Secret (What God Can Do)"     | Stuart Hamblen                | 2:27    |  |
| 4.     | "Crying in the Chapel"                  | Artie Glenn                   | 2:23    |  |
| 5.     | "He"                                    | Jack Richards, Richard Mullan | 3:05    |  |
| 6.     | "May the Good Lord Bless and Keep You"  | Meredith Willson              | 2:58    |  |

## Desempenho comercial

### Álbum
| Ano  | Paradas                    | Posição alcançada |
| ---- | -------------------------- | ----------------- |
| 1969 | Country Albums (Billboard) | 19                |